# 大兴沟林业局
大兴沟林业局是一个位于中华人民共和国吉林省延边朝鲜族自治州汪清县的类似乡级单位，亦是长白山森工集团所属的一个林业局。
大兴沟林业局始建于1960年，下设11个林场（所），现有在册职工3088人，离退休1677人；总户数4789户，总人口10007人。林区总经营面积12.72万公顷，森林覆盖率80%。

## 行政区划
大兴沟林业局下辖以下单位：
林业局社区、小东沟经营所、周仁沟林场、托盘林场、影壁经营所、北青沟经营所、岭东林场、大石林场、柳亭经营所、红石林场和档树河经营所。